# Plectranthus drymophilus
Plectranthus drymophilus là một loài thực vật có hoa trong họ Hoa môi. Loài này được (G.Taylor) ined. miêu tả khoa học đầu tiên.